# Berichte der Bunsen-Gesellschaft für physikalische Chemie
Berichte der Bunsen-Gesellschaft für physikalische Chemie, скорочено Ber. Bunsenges. Phys. Chem. або Berichte der Bunsen-Gesellschaft (укр. Звіти Товариства фізичної хімії імені Бунзена) -  журнал Німецького товариства фізичної хімії імені Бунзена. Журнал виходив з 1894 по 1998 рік під різними назвами, але з послідовною нумерацією томів.

## Історія назв
- 1894 Zeitschrift für Elektrotechnik und Elektrochemie
- 1895 – 1903 Zeitschrift für Elektrochemie
- 1904 – 1951 Zeitschrift für Elektrochemie und angewandte physikalische Chemie
- 1952 – 1962 Zeitschrift für Elektrochemie, Berichte der Bunsengesellschaft für physikalische Chemie
- 1963 – 1998 Berichte der Bunsen-Gesellschaft für physikalische Chemie

У 1999 році журнал було об'єднано з Faraday Transactions в Physical Chemistry Chemical Physics.
У 1946 і 1947 роках не вийшло жодного номеру, підрахунок томів продовжився без перерви у 1948 році.
Анотації всіх статей доступні в Інтернеті безкоштовно, а повнотекстові PDF-файли платні.
У 1996 році Вальтер Єніке опублікував список біографічних та історичних статей (некрологи та статті про дні народження) у «Berichte der Bunsen-Gesellschaft».